# Drzeńsko (powiat drawski)
Drzeńsko (też Drzeńko; niem. Dranzig) – osada w Polsce położona w województwie zachodniopomorskim, w powiecie drawskim, w gminie Złocieniec. W latach 1975–1998 miejscowość administracyjnie należała do województwa koszalińskiego. Do 31 grudnia 2018 r. wieś należała do zlikwidowanej gminy Ostrowice. W roku 2007 osada liczyła 3 mieszkańców. Miejscowość wchodzi w skład sołectwa Gronowo.

## Geografia
Osada leży ok. 4,5 km na południowy wschód od Gronowa, nad jeziorem Kąpka.